# Miroslav Holub
Miroslav Holub (ur. 13 września 1923 w Pilznie, zm. 14 czerwca 1998 w Pradze) – czeski poeta, eseista i tłumacz.

## Życie
Urodził się w rodzinie prawnika i gimnazjalnej nauczycielki języków obcych. Do szkoły podstawowej i gimnazjum klasycznego uczęszczał w rodzinnym mieście. Maturę zdał w roku 1942. Do końca wojny zmuszony był przez okupanta, który zamknął czeskie uczelnie wyższe, pracować jako robotnik. Po wojnie mógł kontynuować edukację. Ukończył studia medyczne na Uniwersytecie Karola w Pradze (1953), był wybitnym immunologiem, autorem kilku książek z tej dziedziny, jak również wielu drobniejszych prac publikowanych w czeskich i zagranicznych czasopismach fachowych. Motywy medyczne i biologiczne już od pierwszego tomu często pojawiają się w jego wierszach. Debiutował w roku 1947 pod patronatem Kamila Bednářa, będąc członkiem grupy „Ohnice” (Łopuch), odwołującej się do filozofii egzystencjalistycznej. Rozgłos zyskał w drugiej połowie lat pięćdziesiątych jako jeden z poetów skupionych wokół pisma „Květen” (Maj), które wychodziło od września 1955 do czerwca 1959 roku. Był wówczas wyznawcą programu „poezji dnia powszedniego”, stanowiącego reakcję na postulaty i praktykę literacką socrealizmu z jego patosem, ideologicznymi frazesami, obowiązkowym optymizmem i pogardą dla jednostki. Właśnie Holub próbował jako jeden z pierwszych sformułować ów program w artykule Náš všední den je pevnina (1956, Nasz dzień powszedni to stały ląd), wydrukowanym w numerze inaugurującym drugi rocznik pisma.

## Twórczość poetycka
Książkowy debiut Holuba, Denní služba (1958, Dyżur dzienny), realizuje założenia programu poezji dnia powszedniego. Znakomite osiągnięcie stanowił już drugi tom poety Achilles a želva (1960, Achilles i żółw). Holub wydał zbiory Slabikář (1961, Elementarz), Jdi a otevři dveře (1962, Idź, otwórz drzwi), Kam teče krev (1963, Dokąd płynie krew), Zcela nesoustavná zoologie (1963, Całkiem niesystematyczna zoologia), Tak zvané srdce (1963, Tak zwane serce), Ačkoli (1969, Aczkolwiek), Beton (1970), Naopak (1982, Przeciwnie), Interferon čili O divadle (1986, Interferon, czyli O teatrze), NE patrně NE (1989. NIE chyba NIE), Syndrom mizející plíce (1990, Syndrom zanikowego płuca), Ono se letělo (1994, Leciało się), oraz wybory Anamnéza (1964, Anamneza) i Sagitalní řez (1988, Cięcie strzałkowe). Już po śmierci poety wyszedł tom Narození Sisyfovo (1998, Narodziny Syzyfa). Ukazał się również tom wierszy zebranych.
Od początku swej drogi twórczej Holub starał się unikać w swych utworach abstrakcji, zdecydowanie opowiadał się po stronie literatury nasyconej materią życia, wiernej rzeczywistości. Dążył do poezji racjonalnej, precyzyjnej, opartej na skrócie. Nie stronił od ironii i sarkazmu. Jest jednym z najwybitniejszych poetów czeskich XX wieku i jednym z najlepiej znanych poza granicami swej ojczyzny, zwłaszcza na obszarze anglosaskim.

## Eseistyka
Z prac prozatorskich Holuba warto przede wszystkim wymienić zbiór esejów Maxwellův démon čili O tvořivosti (1988, Demon Maxwella, czyli o twórczości) i reportaż z USA Anděl na kolečkách (1963, wyd. rozszerzone 1964, Anioł na wrotkach), kalejdoskopową wizję Ameryki, złożoną z drobnych spostrzeżeń, rozważań o charakterze eseistycznym oraz zapisów rozmaitych wydarzeń i sytuacji. Do książki tej, cieszącej się ogromnym powodzeniem u czytelników, Holub nawiązał w swym drugim amerykańskim reportażu, Žit w New Yorku (1969, Żyć w Nowym Jorku). Inne jego tomy prozatorskie to zbiory esejów, felietonów, i tekstów publicystycznych.

## Działalność translatorska
Poeta ma w swym dorobku tłumaczenia z języka polskiego (m.in. Wisława Szymborska, Zbigniew Herbert) i angielskiego.

## Recepcja polska
W Polsce ukazały się wybory poetyckie Model człowieka (1969) i Wiersze (1996) oraz tom esejów Kłopoty na statku kosmicznym (1998). Wiersze Holuba publikowane były też czasopiśmienniczo, znalazły się również w antologii Leszka Engelkinga Maść przeciw poezji (2008). Tłumaczami Holuba są m.in. Jerzy Pleśniarowicz, Hanna Pustuła, Leszek Engelking i Marian Grześczak.

## Literatura
- Leszek Engelking, Precyzyjna diagnoza [Posłowie do:] Miroslav Holub, Wiersze, Izabelin 1996
- Leszek Engelking, Małe, spokojne “nie” [o Miroslavie Holubie]. „Tygodnik Powszechny” 1998, nr 35